# Ein Robinson
Ein Robinson – Das Tagebuch eines Matrosen ist ein deutscher Spielfilm aus dem Jahre 1940. Regie führte Arnold Fanck.

## Handlung
Erster Weltkrieg. Nachdem das deutsche Ostasiengeschwader von den Briten bei den Falklandinseln im Südatlantik vernichtend geschlagen wurde, gelingt es nur einem deutschen Schiff, dem Kreuzer Dresden, dem Feind zu entkommen. Von britischen Kriegsschiffen verfolgt, erreicht die Dresden sichere, da neutrale, chilenische Gewässer. Dort glaubt die Crew, die notwendigen Reparaturen durchführen zu können. Doch die Engländer missachten die Neutralität Chiles und greifen das Schiff an. Um es nicht in die Hände des Feindes fallen zu lassen, versenken die Deutschen ihr eigenes Schiff.
Die Besatzung flüchtet auf die nahe gelegene Insel Juan Fernández, die einst (1700) Berühmtheit als das Eiland des realen Robinson Crusoe, Alexander Selkirk, erlangt hatte. Doch anders als der literarische Robinson naht den Schiffbrüchigen bald Rettung in Gestalt des in Chile lebenden Deutschen Albert Pagels, der ihnen einen alten Schoner für die Heimreise zur Verfügung stellt. Nach 168 Tagen Seereise erreichen die Dresden-Seeleute nach fünf Jahren Abwesenheit ihren Heimathafen Kiel. Doch dort herrscht Bürgerkrieg, die Matrosen meutern.
Obermatrose Carl Ohlsen erfährt, dass ihm seine Braut in der Zwischenzeit einen Sohn geboren hat. Damit der Kleine nicht vaterlos aufwächst, hatte sie sich jedoch entschlossen, einen anderen Mann zu heiraten. Bitter enttäuscht von Antje und der Heimat, die ihm fremd geworden ist, entschließt sich Ohlsen, zur Robinsoninsel zurückzukehren. Seine Überfahrt verdingt er sich als Heizer. Mit einem kleinen Boot setzt er auf die ihm lieb gewordene Insel über. Da er es nicht richtig vertaut, treibt das Boot eines Tages auf die offene See, und so ist Ohlsen, nur mit einem Papagei als Gesprächspartner, ganz allein auf seinem Eiland.
Wie Robinson muss Ohlsen nun bei null anfangen. Er bastelt sich eigenes Werkzeug und baut sich eine Hütte, hält sich Tiere und pflanzt Gemüse an, um seine Ernährung zu gewährleisten. Tatsächlich spürt ihn dort sein alter Kumpan Pagels auf, doch die selbst gewählte Isolation Ohlsens ist diesem längst lieb geworden. Nach elf Jahren Inselaufenthalt erfährt Ohlsen aus dem von Pagels einst mitgebrachten Radio, dass ihn seine alten Dresden-Kameraden verzweifelt suchen. Eines Tages legt eine neue Dresden nahe seiner Küste an, doch Ohlsen geht nicht dorthin, sondern flieht von der Insel mit einem selbst gebauten Boot, bis er an der kargen Küste Patagoniens strandet.
Dort ist das Überleben noch viel schwerer als auf Juan Fernández. Ohlsen wird immer ausgemergelter, doch seine Kameraden lassen ihn nicht im Stich. Eines Tages spüren sie ihn auf und nehmen Ohlsen an Bord. Dort trifft er nach vielen Jahren auch seinen leiblichen Sohn Pieter wieder, der sich der Suchexpedition der alten Dresdenianer angeschlossen hat. Carl Ohlsen ist sich jetzt sicher, dass er wieder zur See fahren will – Seite an Seite mit seinen alten Kriegskameraden und seinem Sohn.

## Produktionsnotizen
Ein Robinson war die letzte Spielfilminszenierung von Arnold Fanck. Der für die Jugend freigegebene Film wurde am 25. April 1940 in Berlin uraufgeführt.
Der Geschichte lagen reale Ereignisse aus dem Ersten Weltkrieg zugrunde. Nachdem der deutsche Kreuzer Dresden am 14. März 1915 im Südpazifik von drei englischen Panzerkreuzern gestellt worden war, entkam er in neutrale chilenische Gewässer. Dort, vor der Insel Juan Fernández, wurde das Schiff auf Befehl des Kapitäns gesprengt.
Am 30. September 1938 brach die zehnköpfige Filmcrew, bestehend aus Fanck, seiner 19 Jahre jüngeren Ehefrau Elisabeth „Lisa“, Fancks Söhnen Arnold Ernst (1919–1994), der als Fotograf und Kameraassistent mitarbeitete, und Hans-Joachim (* 1935) sowie den Kameraleuten Albert Benitz und Arndt von Rautenfeld, den Produktionsleitern Wilhelm Sperber und Oskar Marion, Hauptdarsteller Herbert A. E. Böhme und dem Drehbuchautor Rolf Meyer, zu der Reise in den Süden Südamerikas auf. Die Rückreise aus Punta Arenas erfolgte am 1. März 1939 mit der Bremen via New York City (29. März 1939) nach Deutschland, wo die Filmcrew am 4. April 1939 ankam.
Die Außenaufnahmen wurden zwischen Ende September 1938 und Februar 1939 in Chile, der historischen Robinson-Crusoe-Insel Juan Fernández, Patagonien, Feuerland und auf der dänischen Insel Bornholm hergestellt. Von Mitte Juli 1939 bis Ende August entstanden weitere Aufnahmen auf dem Freigelände in Geiselgasteig sowie Atelieraufnahmen.
Die Produktionskosten betrugen etwa 935.000 Reichsmark, die Einnahmen lagen bis Januar 1941 bei 1.313.000 RM.
Ein Robinson war der letzte Film von Marieluise Claudius. Er erhielt das Prädikat „Kulturell wertvoll“.
Die Filmbauten schufen Hans Sohnle und Kurt Dürnhöfer.
Die Aufführung des Films in Deutschland wurde 1945 von den alliierten Militärbehörden verboten.

## Kritiken
Bogusław Drewniaks Der deutsche Film 1938–1945 stellte im Uraufführungsjahr 1940 die neuerliche Aktualität der in Ein Robinson geschilderten Krisensituation in den Vordergrund – „Die „Piratenmethoden“ der Engländer (die „auch in unseren Tagen Anwendung finden“, bemerkte gelegentlich bei der Filmbetrachtung die Presse) wurden ganz stark an den Pranger gestellt. Freilich war der Film auch in anderen Einzelheiten an den Tag orientiert.“ – und nannte den Film im Übrigen „ein Loblied auf die deutsche Kriegsmarine“.